# The Inner Sanctum
Strong Arm of the Law är det brittiska heavy metal-bandet Saxons sjuttonde studioalbum, utgivet i mars 2007.

## Låtförteckning
1. "State of Grace" – 5:37
2. "Need for Speed" – 3:08
3. "Let Me Feel Your Power" – 3:29
4. "Red Star Falling" – 6:16
5. "I've Got to Rock (To Stay Alive" – 4:40
6. "If I Was You (Album Version)" – 3:27
7. "Going Nowhere Fast" – 4:15
8. "Ashes to Ashes" – 4:52
9. "Empire Rising" – 0:41
10. "Atila The Hun" – 8:09
11. "If I Was You (Singel Version)" – 3:06

## Musiker
- Biff Byford – sång
- Doug Scarratt – gitarr
- Paul Quinn – gitarr
- Nibbs Carter – basgitarr
- Nigel Glockler – trummor